# Nikon F-501
Le Nikon F-501 est un appareil photographique reflex mono-objectif autofocus argentique commercialisé par la firme Nikon  de 1986 à 1988.

## Caractéristiques
Le Nikon F-501 est le premier appareil reflex autofocus de la marque et le deuxième avec moteur intégré. Il est directement issu du F-301 sorti un an plus tôt.
L'autofocus propose les mode AF continu, AF simple et mise au point manuelle avec assistance. L'exposition.